# Múscul oblic major de l'abdomen
El múscul oblic major de l'abdomen o múscul oblic extern de l'abdomen (musculus obliquus externus abdominis) és un múscul que es troba a la part anterolateral de l'abdomen. És un múscul ample, parell, amb forma de quadrilàter irregular; està constituït per una part carnosa i una altra aponeuròtica. En la majoria dels éssers humans (especialment en les dones) l'oblic no és visible, a causa dels dipòsits de greix subcutani i la mida del múscul.
S'origina, per dalt, a la cara externa i a la part inferior de les set o vuit darreres costelles; per baix ho fa mitjançant l'aponeurosi de la cresta ilíaca, en la vora anterior del coxal, el pubis i la línia blanca.
S'insereix en la cara externa de les 7 o 8 últimes costelles. Des d'allí es dirigeix cap a la vora superior de la cresta ilíaca i també fins a la part anterior de l'espina ilíaca anterior i superior. Continua cap a la línia mitjana, on hi ha la seva aponeurosi (la qual s'insereix en l'apèndix xifoide i arriba fins a la símfisi pubiana); es creua amb l'aponeurosi del costat oposat i formen la línia alba. Una altra de les insercions que té l'oblic major és a nivell de la vora anterior de l'os coxal, a l'engonal, on forma per mitjà de fibres aponeuròtiques l'arc crural o arc femoral (lligament inguinal).
Està innervat pels nervis intercostals inferiors i els abdominogenitals. La part cranial del múscul està irrigada per les artèries intercostals inferiors, mentre que la part cabal està irrigada per les branques, ja sigui de l'artèria circumflexa ilíaca profunda o les de l'artèria iliolumbar.
En la seva acció, flexionen el tronc i deprimeixen la paret abdominal i les costelles. Quan s'immobilitza el tòrax, flexionen la pelvis sobre el raquis. Si un dels músculs es contreu aïlladament, inclina el tronc cap a un costat, provocant un moviment de torsió. Manté el tronc recte quan el braç oposat eleva una càrrega.

## Imatges

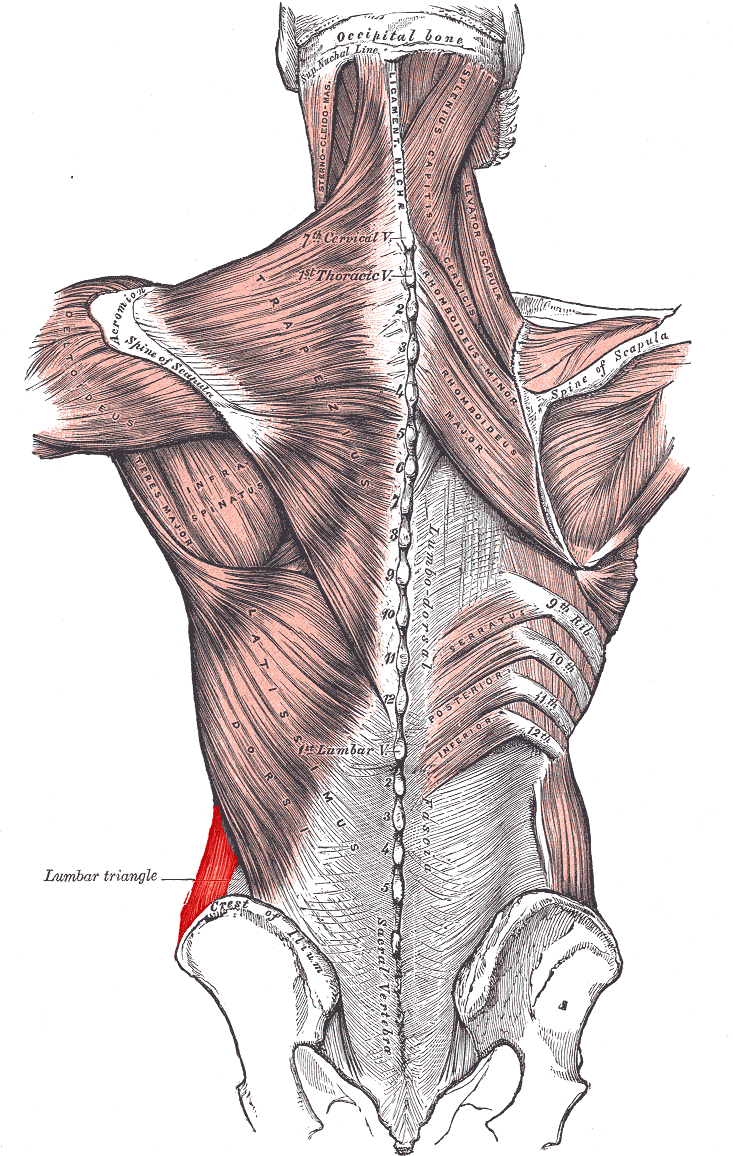
Músculs que connecten l'extremitat superior a la columna vertebral. Es destaca la regió posterior del múscul oblic major.
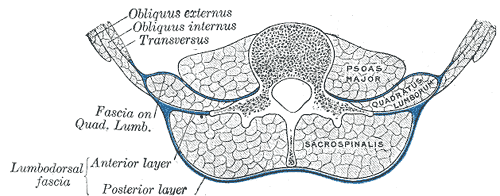
Diagrama d'una secció transversal de la paret abdominal posterior amb la fàscia lumbodorsal.
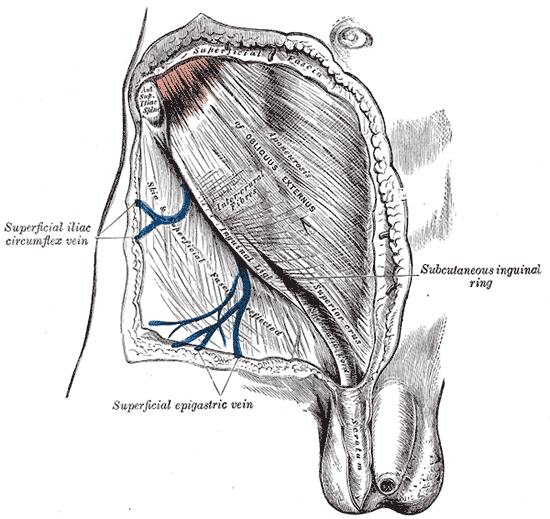
Anell inguinal subcutani.
Diagrama de la beina del recte.
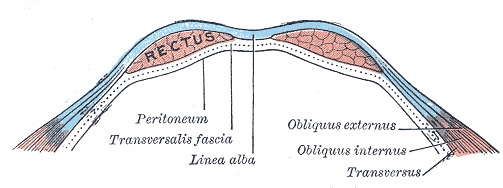
Secció transversal de la paret abdominal anterior, per sota de la línia semicircular.
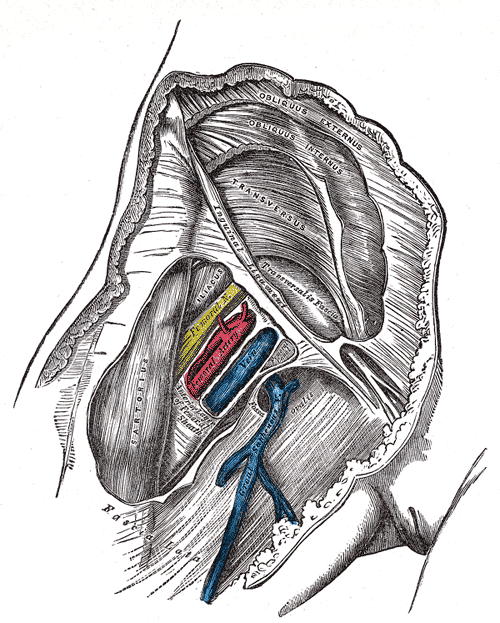
Beina femoral oberta per mostrar els seus tres compartiments.
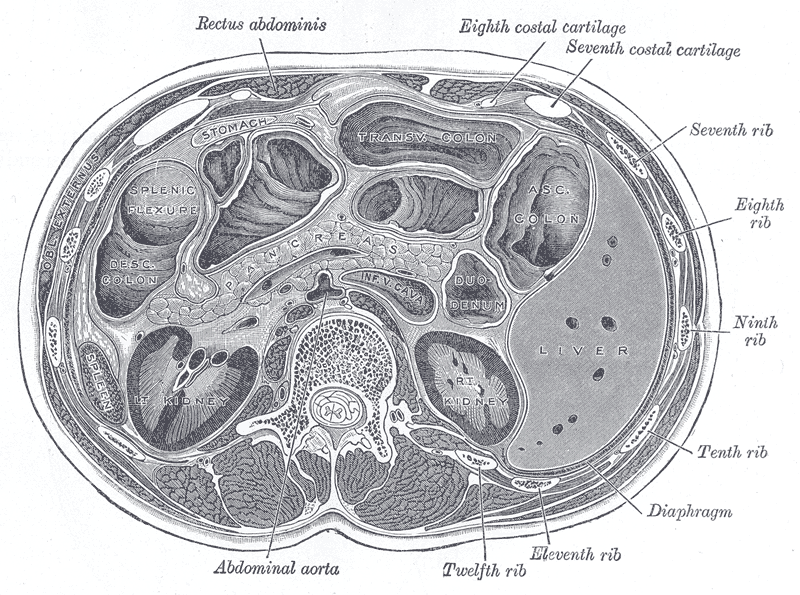
Secció transversal a nivell de la vèrtebra lumbar L1. Es mostra les relacions del pàncrees.
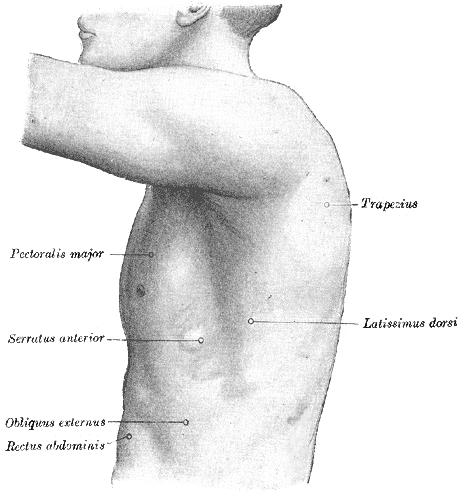
Costat esquerre del tòrax
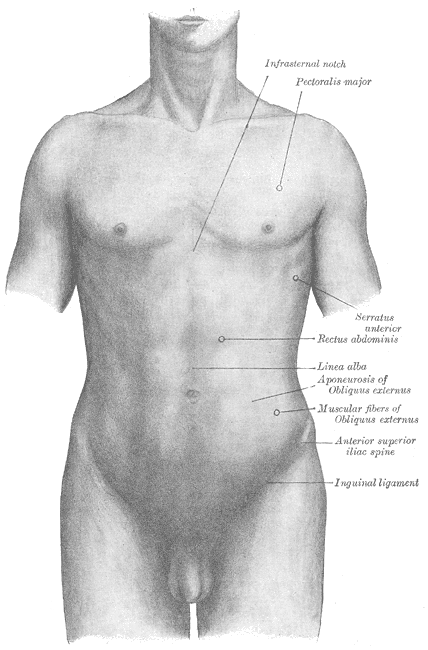
Anatomia de la superfície de la part anterior del tòrax i l'abdomen.
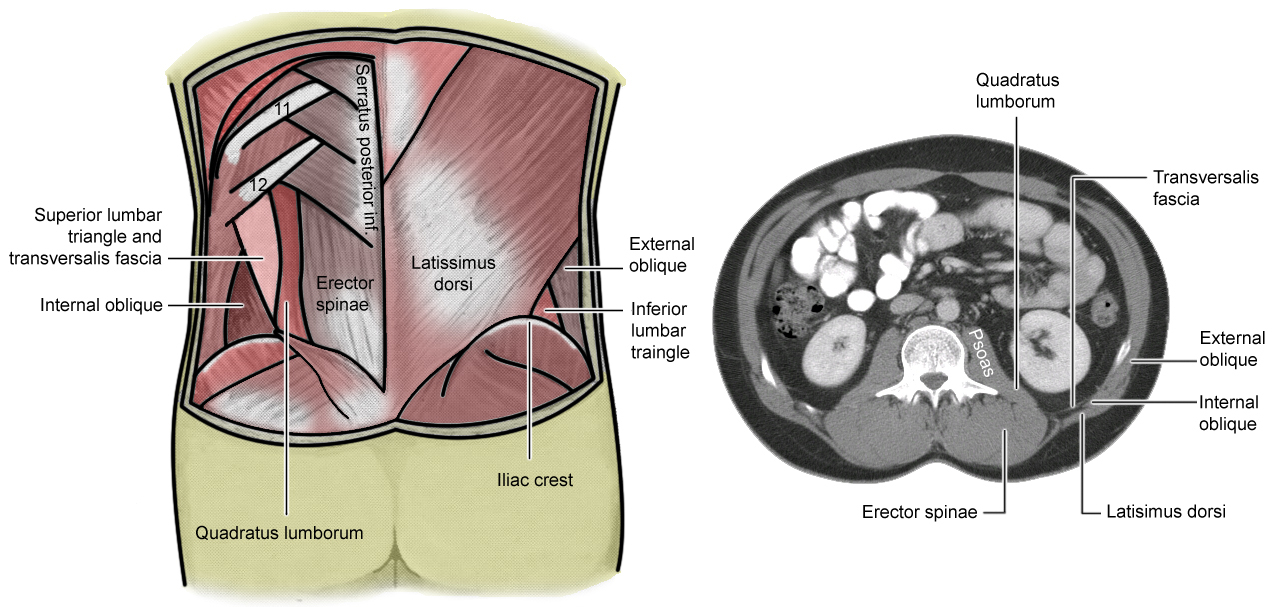
Triangle lumbar.
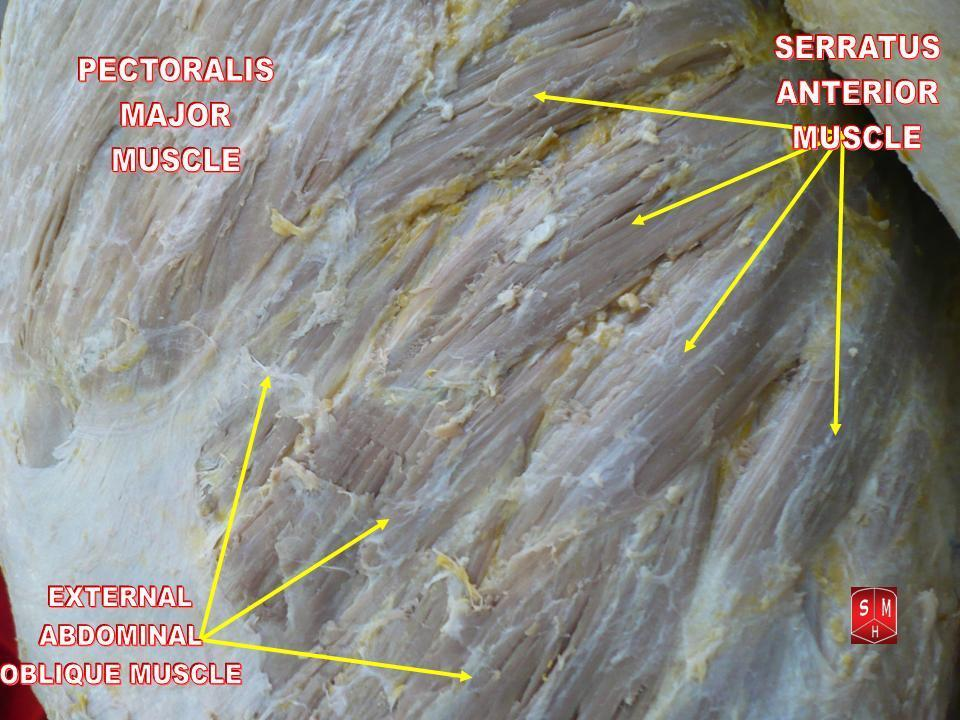
Múscul oblic major de l'abdomen
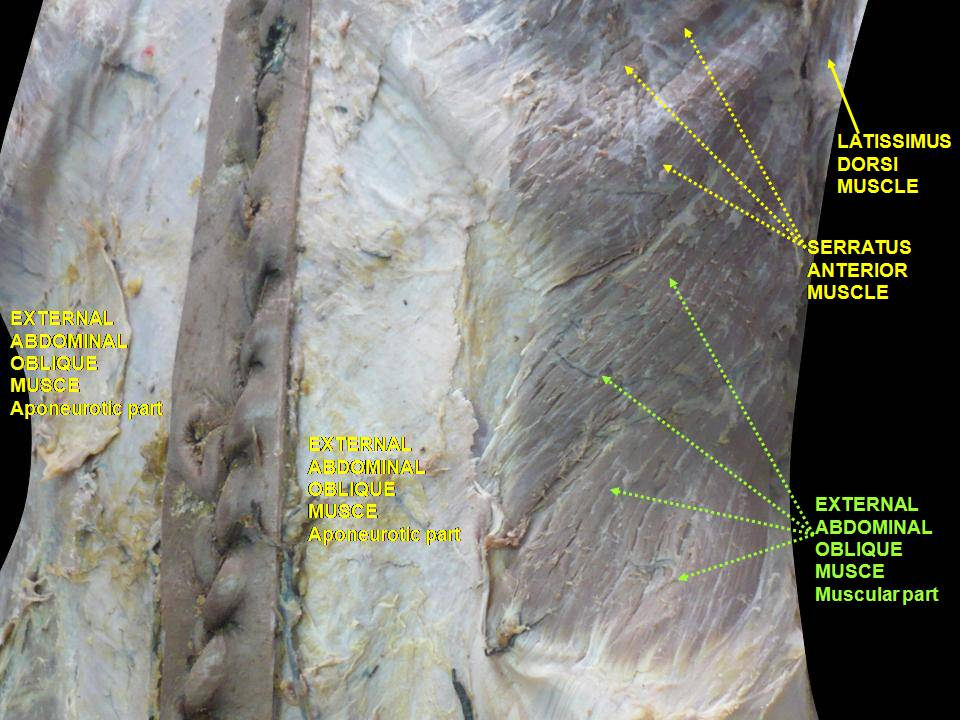
Múscul oblic major de l'abdomen. Paret abdominal anterior. Dissecció profunda. Vista anterior.